# Forst (Lausitz) (stacja kolejowa)
Forst (Lausitz) - Baršć (Łužyca) – stacja kolejowa w Forst (Lausitz), w kraju związkowym Brandenburgia, w Niemczech. Znajdują się tu trzy perony. Stację otwarto 1 marca 1872.
Z Forst (Lausitz) kursują pociągi regionalne do Cottbus oraz do Żagania.

## Pisownia
Na szyldach wywieszonych w budynku stacji oraz na peronach znajduje się nazwa miejscowości w dwóch językach: niemieckim – Forst (Lausitz) i dolnołużyckim – Baršć (Łužyca), przy czym nazwa dolnołużycka zapisana jest niepoprawnie jako Baršć (Lužyca).

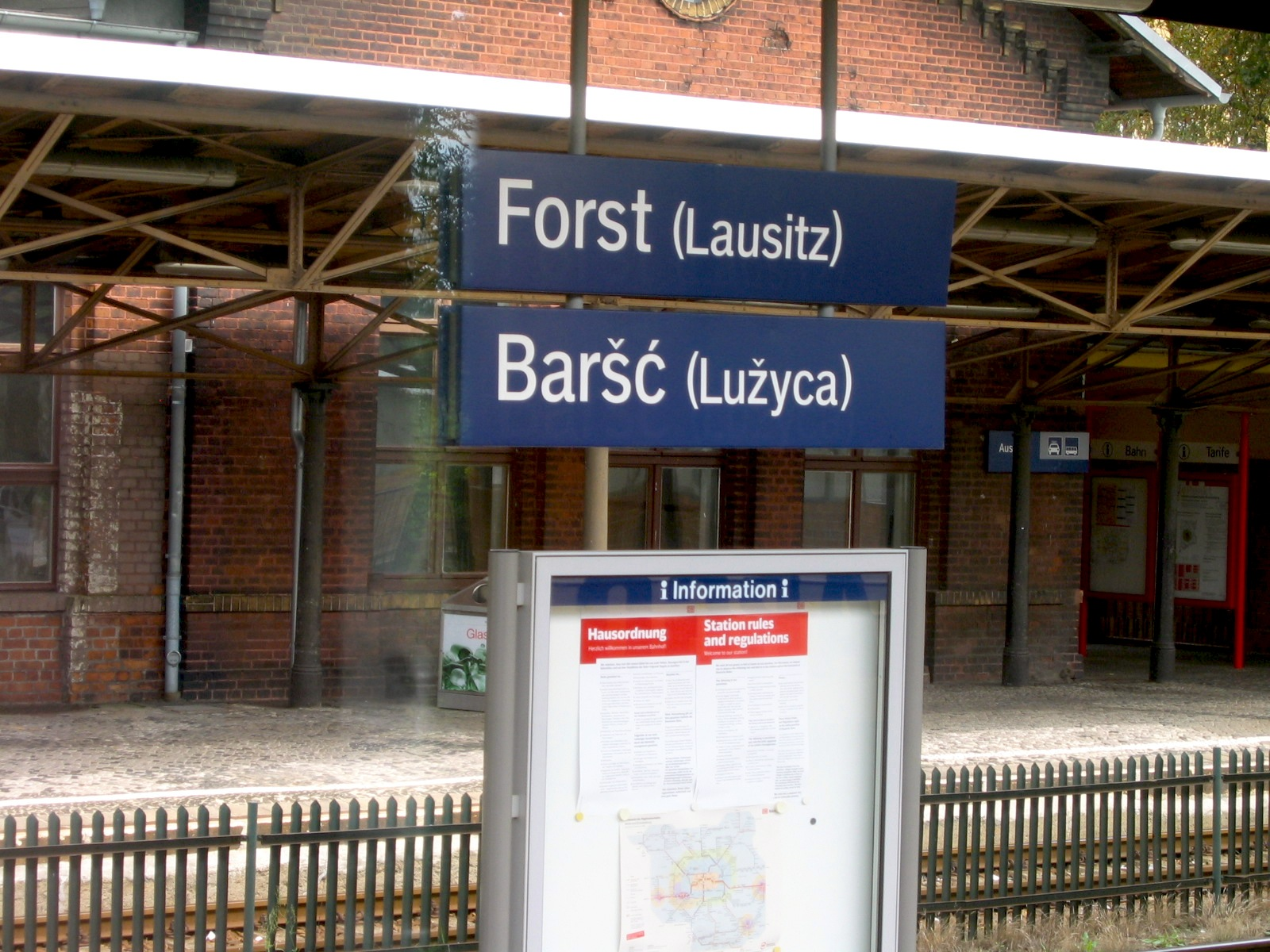
Dwujęzyczna tablica z nazwą miejscowości w językach niemieckim i dolnołużyckim